# Боярышник одноцветковый
Боярышник одноцветковый (лат. Crataegus uniflora) — дерево, вид рода Боярышник (Crataegus) семейства Розовые (Rosaceae).
Довольно декоративный, оригинальный, небольшой боярышник, известен в культуре с 1704 года.

## Распространение и экология
В природе ареал вида охватывает мексиканский штат Тамаулипас и юго-восток США — от Нью-Йорка на юг до Флориды и на запад до Техаса.
Произрастает на песчанистых местах, в редких лесах, кустарниках и на пустошах.

## Ботаническое описание
Низкое дерево, чаще растущее кустообразно, высотой до 3 м, с густой кроной, образованной растопыренными ветвями; молодые побеги от серого до светло-жёлтого цвета, с мелкими, едва заметными сероватыми чечевичками. Колючки многочисленные, тонкие, прямые, часто облиственные, длиной 1,2—6,5 см, реже отсутствуют. Побеги с очень редкими колючками.
Почки крупные, длиной 6—10 мм, от удлинённо-яйцевидных до тонко-конусовидных, отстоящие, глянцевитые, зелёные. Листья обратнояйцевидные, продолговато-обратнояйцевидные или лопатовидные, с тупой или закруглённой вершиной и клиновидным основанием, в верхней половине городчато-пильчатые, длиной 1,5—4 см, шириной 0,7—2,5 см, плотно-кожистые; молодые — опушённые с обеих сторон; позднее сверху голые, блестящие, тёмно-зелёные, снизу бледнее, опушённые главным образом по жилкам. Черешки короткие, длиной 2—5 мм. Листовой рубец трёхследный, маленький.
Цветки большей частью одиночные, реже по 2—5, почти сидячие, диаметром 10—15 мм, с белыми лепестками; чашелистики железисто-пильчатые, отогнутые после цветения, серо-войлочные, так же как гипантий и цветоножки. Тычинок 20, с беловатыми пыльниками; столбиков 3—5.
Плод грушевидное или почти шаровидное яблоко, диаметром 10—14 мм, жёлтое или желтовато-зелёное, опушенное, с сухой сладкой мякотью. Косточки в числе 3—5, длиной до 5 мм, шириной 3 мм, на спинке 1—2-ребристые.
Цветение в мае — начале июня. Плодоношение в октябре, плоды по созревании быстро опадают.

## Таксономия
Вид Боярышник одноцветковый входит в род Боярышник (Crataegus) трибы Pyreae подсемейства Спирейные (Spiraeoideae) семейства Розовые (Rosaceae) порядка Розоцветные (Rosales).
|  |                                      |  |                                                              |                                                              |                   |  | ещё 8 семейств (согласно Системе APG III) | ещё 8 семейств (согласно Системе APG III)    |                                              |  |  |  | ещё 7 триб (согласно Системе APG III)         | ещё 7 триб (согласно Системе APG III)         |  |  |  |  | ещё от 200 до 300 видов | ещё от 200 до 300 видов |
|  |                                      |  |                                                              |                                                              |                   |  | ещё 8 семейств (согласно Системе APG III) | ещё 8 семейств (согласно Системе APG III)    |                                              |  |  |  | ещё 7 триб (согласно Системе APG III)         | ещё 7 триб (согласно Системе APG III)         |  |  |  |  | ещё от 200 до 300 видов | ещё от 200 до 300 видов |
|  |                                      |  |                                                              | порядок Розоцветные                                          |                   |  |                                           |                                              | подсемейство Спирейные                       |  |  |  |                                               | род Боярышник                                 |  |  |  |  |                         |                         |
|  |                                      |  |                                                              | порядок Розоцветные                                          |                   |  |                                           |                                              | подсемейство Спирейные                       |  |  |  |                                               | род Боярышник                                 |  |  |  |  |                         |                         |
|  | отдел Цветковые, или Покрытосеменные |  |                                                              |                                                              | семейство Розовые |  |                                           |                                              | триба Pyreae                                 |  |  |  | вид Боярышник одноцветковый                   |                                               |  |  |  |  |                         |                         |
|  | отдел Цветковые, или Покрытосеменные |  |                                                              |                                                              |                   |  |                                           |                                              |                                              |  |  |  |                                               |                                               |  |  |  |  |                         |                         |
|  |                                      |  | ещё 44 порядка цветковых растений (согласно Системе APG III) | ещё 44 порядка цветковых растений (согласно Системе APG III) |                   |  |                                           | ещё 8 подсемейств (согласно Системе APG III) | ещё 8 подсемейств (согласно Системе APG III) |  |  |  | ещё около 60 родов (согласно Системе APG III) | ещё около 60 родов (согласно Системе APG III) |  |  |  |  |                         |                         |
|  |                                      |  |                                                              | ещё 44 порядка цветковых растений (согласно Системе APG III) |                   |  |                                           |                                              | ещё 8 подсемейств (согласно Системе APG III) |  |  |  |                                               | ещё около 60 родов (согласно Системе APG III) |  |  |  |  |                         |                         |